# Daniela Vismane
Daniela Vismane (Babīte, 10 agosto 2000) è una tennista lettone.

## Biografia
Daniela Vismane ha vinto 4 titoli in singolare e 11 titoli in doppio nel circuito ITF in carriera. Il 16 maggio 2022 ha raggiunto il best ranking mondiale nel singolare, arrivando alla posizione n°228; il 13 novembre 2023 ha raggiunto il miglior piazzamento mondiale nel doppio, n°165.
Ha fatto il suo debutto nel circuito maggiore al Baltic Open 2019 provando a superare le qualificazioni, ma si ritira al primo turno contro Ulrikke Eikeri.
Riesce a superare le qualificazioni all'Open Angers Arena Loire 2021, prendendosi una rivincita sulla Eikeri e battendo Vitalija D'jačenko; nel tabellone principale sconfigge la lucky loser Martina Di Giuseppe e al secondo turno viene sconfitta dall'altra ripescata D'jačenko, che era riuscita a superare pochi giorni prima, cedendo al tie-break del terzo set. Prende parte anche all'Open BLS de Limoges 2021 e viene eliminata da Nina Stojanović al primo turno.
Partecipa alle qualificazioni del Claro Open Colsanitas 2022, ma viene eliminata al primo turno dalla poi futura finalista Laura Pigossi.

## Statistiche ITF

### Singolare

#### Vittorie (4)
| Torneo $100.000 (0) |
| Torneo $80.000 (0)  |
| Torneo $60.000 (0)  |
| Torneo $40.000 (0)  |
| Torneo $25.000 (1)  |
| Torneo $15.000 (3)  |

| N. | Data             | Torneo                                 | Superficie  | Avversaria in finale | Punteggio        |
| 1. | 21 luglio 2018   | Merko Estonian Open, Pärnu             | Terra rossa | Angelina Žuravl'eva  | 4-6, 6-4, 6-2    |
| 2. | 17 novembre 2019 | Lyttos Beach ITF World Tour, Heraklion | Terra rossa | Dar'ja Astachova     | 0–6, 7–6(5), 6–1 |
| 3. | 30 maggio 2021   | Liepaja Open, Liepāja                  | Terra rossa | Malene Helgø         | 6-4, 6-4         |
| 4. | 3 marzo 2024     | Antalya Series, Adalia                 | Terra rossa | Amarissa Kiara Tóth  | 0-1, rit.        |

#### Sconfitte (4)
| Torneo $100.000 (0) |
| Torneo $80.000 (0)  |
| Torneo $60.000 (0)  |
| Torneo $40.000 (0)  |
| Torneo $25.000 (2)  |
| Torneo $15.000 (2)  |

| N. | Data            | Torneo                                           | Superficie  | Avversaria in finale | Punteggio     |
| 1. | 3 febbraio 2019 | GD Tennis Cup, Adalia                            | Terra rossa | Viktoriia Dema       | 6–4, 3–6, 3–6 |
| 2. | 26 maggio 2019  | Marjorie Sherman Women's Tournament, Gerusalemme | Cemento     | Jodie Burrage        | 6-2, 2-6, 3-6 |
| 3. | 2 maggio 2021   | Magic Tours, Monastir                            | Cemento     | Monika Kilnarová     | 4–6, 6(5)–7   |
| 4. | 20 agosto 2023  | Erwitte Open, Erwitte                            | Terra rossa | Nikola Bartůňková    | 4-6, 1-6      |

### Doppio

#### Vittorie (11)
| Torneo $100.000 (0) |
| Torneo $80.000 (0)  |
| Torneo $60.000 (2)  |
| Torneo $40.000 (2)  |
| Torneo $25.000 (6)  |
| Torneo $15.000 (1)  |

| N.  | Data              | Torneo                                                              | Superficie  | Compagna             | Avversarie in finale                      | Punteggio         |
| 1.  | 24 agosto 2018    | Grand Slam Park Ladies Open, Budapest                               | Terra rossa | Petra Januskova      | Klara Hajková Aneta Laboutková            | 7–5, 3–6, [11–9]  |
| 2.  | 17 luglio 2021    | Engie Open de Biarritz, Biarritz                                    | Terra rossa | Oksana Selechmet'eva | Sarah Beth Grey Magali Kempen             | 6-3, 7-6(5)       |
| 3.  | 4 marzo 2023      | SMT Cup, Provincia di Tucumán                                       | Terra rossa | Valerija Strachova   | Guillermina Naya Julia Riera              | 6-3, 3-6, [13-11] |
| 4.  | 8 luglio 2023     | Liepajas Tenisa Sporta Skola, Liepāja                               | Terra rossa | Darja Semeņistaja    | Çağla Büyükakçay Lina Ǵorčeska            | 6-4, 2-6, [10-3]  |
| 5.  | 30 luglio 2023    | BMW AHG Cup Horb, Horb am Neckar                                    | Terra rossa | Dar'ja Astachova     | Laura Böhner Berta Bonardi                | 6-3, 6-2          |
| 6.  | 2 settembre 2023  | SIERS ITF World Tennis Tour Oldenzaal, Oldenzaal                    | Terra rossa | Gergana Topalova     | Isabelle Haverlag Eva Vedder              | 7-5, 2-6, [10-5]  |
| 7.  | 16 settembre 2023 | Varna Open, Varna                                                   | Terra rossa | Lisa Pigato          | Karola Patricia Bejenaru Yasmine Mansouri | 7-6(4), 7-5       |
| 8.  | 11 novembre 2023  | Heraklion Women's, Heraklion                                        | Terra rossa | Lara Salden          | Oana Gavrilă Sapfo Sakellaridi            | 6-4, 6-3          |
| 9.  | 10 febbraio 2024  | Antalya Series, Adalia                                              | Terra rossa | Ángela Fita Boluda   | Cristina Dinu Oleksandra Olijnjkova       | 6-4, 6-0          |
| 10. | 24 febbraio 2024  | Antalya Series, Adalia                                              | Terra rossa | Ángela Fita Boluda   | Martha Matoula Dimitra Pavlou             | 6-1, 6-3          |
| 11. | 11 maggio 2024    | Torneig Internacional Femení Platja d'Aro 365, Castell-Platja d'Aro | Terra rossa | Eleni Christofi      | Matilde Jorge Diāna Marcinkēviča          | 6-4, 6-2          |

#### Sconfitte (11)
| Torneo $100.000 (0) |
| Torneo $80.000 (1)  |
| Torneo $60.000 (2)  |
| Torneo $40.000 (2)  |
| Torneo $25.000 (3)  |
| Torneo $15.000 (3)  |

| N.  | Data              | Torneo                                                           | Superficie  | Compagna             | Avversarie in finale                      | Punteggio         |
| 1.  | 26 gennaio 2019   | Internationale Württembergische Hallenmeisterschaften, Stoccarda | Cemento (i) | Eléonora Molinaro    | Laura-Ioana Paar Julia Wachaczyk          | 5-7, 0-6          |
| 2.  | 12 dicembre 2020  | Tennis Organisation, Adalia                                      | Terra rossa | Gergana Topalova     | Hurricane Tyra Black Svenja Ochsner       | 6(2)–7, 5–7       |
| 3.  | 24 aprile 2021    | Magic Tours, Monastir                                            | Cemento     | Rebeka Masarova      | Karola Bejenaru Ilona Georgiana Ghioroaie | 2–6, 0–6          |
| 4.  | 12 marzo 2022     | Guanajuato Open, Irapuato                                        | Cemento     | Anastasija Tichonova | Kaitlyn Christian Lidzija Marozava        | 0-6, 2-6          |
| 5.  | 21 maggio 2022    | Trofeo BMW Cup, Roma                                             | Terra rossa | Dar'ja Astachova     | Matilde Paoletti Lisa Pigato              | 3-6, 6(7)-7       |
| 6.  | 19 novembre 2022  | Open Villa de Madrid, Madrid                                     | Terra rossa | Lea Bošković         | Aliona Bolsova Rebeka Masarova            | 3-6, 3-6          |
| 7.  | 25 febbraio 2023  | SMT Cup, Provincia di Tucumán                                    | Terra rossa | Seone Mendez         | María Herazo González Lexie Stevens       | 6-2, 3-6, [8-10]  |
| 8.  | 23 settembre 2023 | Favorit Open, Pazardžik                                          | Terra rossa | Gergana Topalova     | Cristina Dinu Radka Zelníčková            | 6-1, 5-7, [6-10]  |
| 9.  | 20 gennaio 2024   | Antalya Series, Adalia                                           | Terra rossa | Ángela Fita Boluda   | Anastasija Gur'eva Aleksandra Šubladze    | 3-6, 2-6          |
| 10. | 18 febbraio 2024  | Antalya Series, Adalia                                           | Terra rossa | Ángela Fita Boluda   | Martina Colmegna Alice Ramé               | 6-3, 1-6, [11-13] |
| 11. | 25 maggio 2024    | Annenheim Women's, Annenheim                                     | Terra rossa | Nika Radišić         | Laura Hietaranta Elena Malõgina           | 6-3, 3-6, [6-10]  |